# Werner Haase
Werner Haase (ur. 2 sierpnia 1900 w Köthen (Anhalt), zm. 30 listopada 1950 w Moskwie) – SS-Obersturmbannführer, w latach 1935–1945 chirurg pomocniczy w sztabie Hitlera.

## Życiorys
Po maturze w latach 1918/19 brał udział w I wojnie światowej jako piechur. W latach 1919/24 studiował medycynę. W 1924 roku uzyskał doktorat z chirurgii. W kolejnych latach praktykował jako lekarz okrętowy.
W 1933 roku wstąpił do NSDAP i SA. Od 1934 roku był asystentem w Uniwersyteckiej Klinice Chirurgicznej w Berlinie. W tym samym roku został członkiem SS. Od 1935 roku był lekarzem osobistym w sztabie Hitlera. W 1936 roku uzyskał habilitację, a rok później docenturę na uniwersytecie w Berlinie. W 1940 roku otrzymał tytuł profesora nauk medycznych.
Od 1943 roku pracował jako lekarz naczelny szpitala Charité w Berlinie. W ostatnich tygodniach wojny był także lekarzem naczelnym w bunkrze szpitalnym (Voßbunker) pod Nową Kancelarią Rzeszy.
29 kwietnia 1945 przybył do bunkra Hitlera pod Kancelarią Rzeszy, gdzie sprawdzając skuteczność trucizny otruł psa Hitlera, Blondi. Bunkier opuścił po śmierci Ewy i Adolfa Hitlerów. 3 maja poddał Kancelarię Rzeszy Armii Czerwonej, a następnie został aresztowany przez Smiersz. 6 maja brał udział w identyfikacji zwłok Josepha Goebbelsa, znalezionych w ogrodach kancelarii przez Rosjan.
Został wywieziony do ZSRR. Zmarł nie odzyskawszy wolności w szpitalu więzienia na Butyrkach.